# Punts de pressió

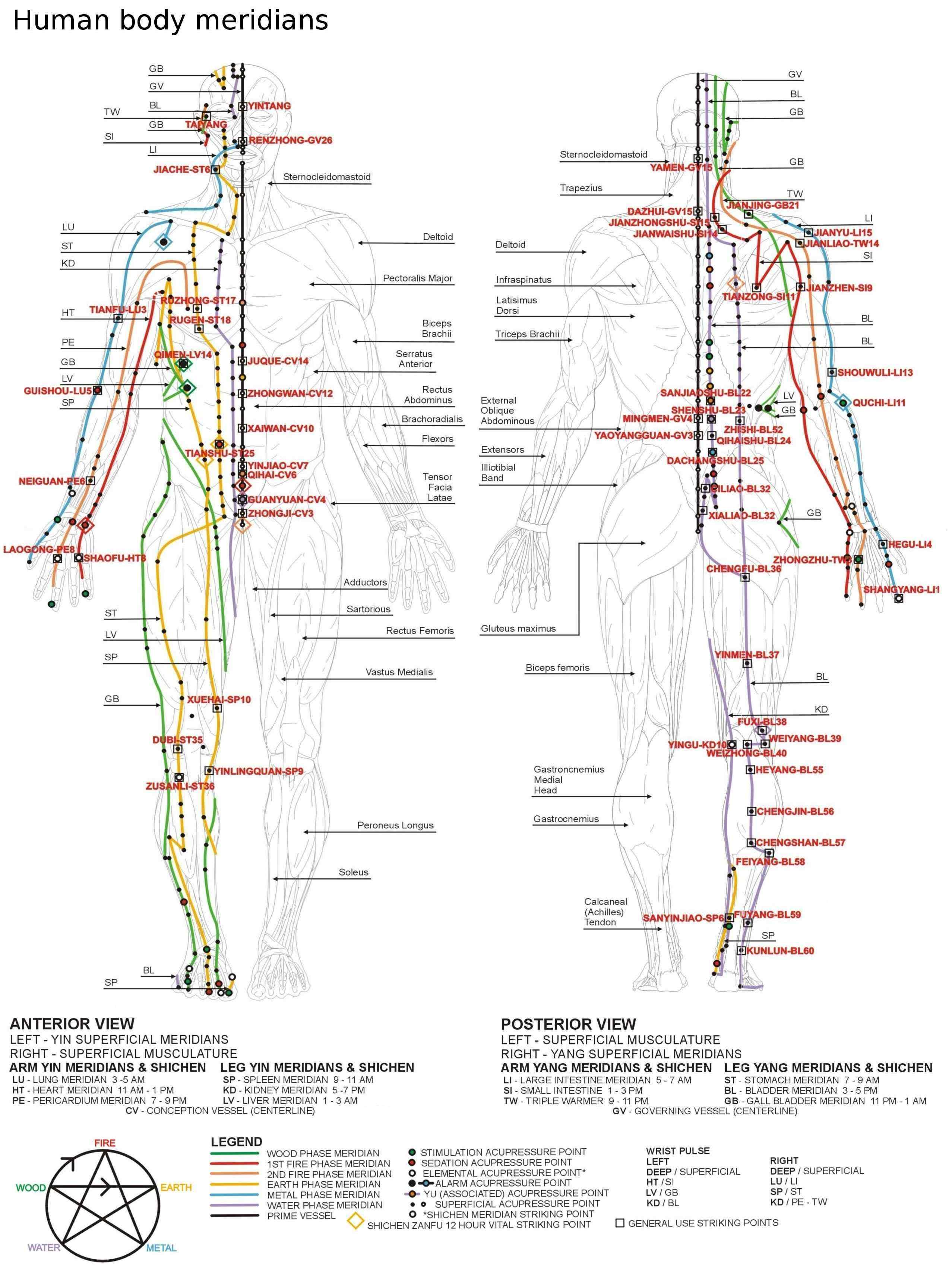
Esquema dels diferents punts de pressió del cos.

Els punts de pressió (japonès: 急所, kyūsho, punts vitals; xinès, 穴位) en el camp de les arts marcials fa referència a tots els punts del cos que provoca molt de color quan es manipula de certa manera. Les tècniques d'atac amb pressió s'anomenen Hyol Do Bup a les arts marcials japoneses com: el jujutsu, l'aikido, el tenjin Shinyō-ryū, el daitō-ryū Aiki-jūjutsu, el kotō-ryū, el gōjū-ryū, el sekiguchi-ryū, el yōshin-ryū, el kuma-ryū, el kōga-ryū, l'attsuuten-ryu kempo-jutsu i el Karate.
El concepte dels punts de pressió està present a les antigues escoles japoneses des del segle xvii, però es creu que ja estava present des de feia més temps, Takuma Hisa, escrigué en el Shin Budo magazine que Minamoto no Yoshimitsu un samurai del segle xi ja ho aplicava.
Hancock i Higashi (1905) publicaren un llibre on feien un detallat estudi sobre el nombre i ubicació dels diferents punts vitals del cos humà.